# داستان‌های نیویورکی
داستان‌های نیویورکی (انگلیسی: New York Stories) مجموعه فیلم کوتاه آمریکایی در سبک کمدی رمانتیک و کمدی-درام به کارگردانی وودی آلن، فرانسیس فورد کوپولا و مارتین اسکورسیزی است که در سال ۱۹۸۹ منتشر شد.

## خلاصه فیلم
هنرمندی میانسال به دستیار زیبا و جوان خود علاقه‌مند می‌شود، دختری ۱۲ ساله در هتلی گران‌قیمت زندگی می‌کند و وکیلی عصبی همراه با مادر خود سه داستان این فیلم را تشکیل می‌دهند…

## بازیگران
- لری دیوید
- می کوئستل
- میا فارو
- تالیا شایر
- جانکارلو جانینی
- دان نوولو
- جولی کاونر
- نیک نولتی
- روزانا آرکت
- استیو بوشمی
- پاتریک اونیل
- کارمینه کوپولا
- وودی آلن
- پل هرمن
- آدرین برودی
- کارول بوکه
- کریس الیوت
- دبی هری
- اد کک
- هالی ماری کمبس
- ایلیانا داگلاس
- کیرستن دانست
- مارک بون جونیور
- مارتین اسکورسیزی
- مایکل پاول
- مایک استار
- پیتر گابریل
- ریچارد پرایس
- ویکتور آرگو
- تام ماردیروسیان
- هلن هنف